# آسوکا (کشتی‌گیر)
کاناکو اورای (انگلیسی|Kanako Urai) (زاده ۲۶ سپتامبر ۱۹۸۱) معروف به آسوکا کشتی‌گیر ژاپنی دارای قرارداد با دبلیودبلیوئی و در برند راو می‌باشد و برنده اولین رویال رامبل زنان شد که تا قبل از رسلمینیا ۳۴ دارای نوار شکست ناپذیری بود که در رسلمینیا ۳۴ شارلوت فلیر با شکست او به نوار شکست ناپذیری او پایان داد.آسکا همچنین قهرمان چمدان مانی این د بانک ۲۰۲۰ شده است و همچنین قهرمان کمربند زنان راو بود او تنها کشتی گیر زنی هست که تمام افتخارات wwe را در کارنامه خود دارد.

## درکشتی
فینیشرها
- آسکا لاک
- فلایینگ کراس
- اسپین کیک

سیگنیچرها
- جرمن سوپلکس
- هیپ اتک
- روندهوس کیک

تم سانگ
the future